# ديميتري بارتنيانسكي
دميتري ستبانوفيتش بارتنيانسكي (بالروسية: Дми́трий Степа́нович Бортня́нский) (28 أكتوبر 1751 — 10 أكتوبر 1825) ملحن ومغني وقائد أوركسترا روسي، وملحن ترنيمة ما أعظم ربنا في صهيون.
ولد في هلوخيف، بمحافظة كييف في الإمبراطورية الروسية، وتوفي في سانت-بيتربورغ.